# Тингсрид АИФ
Тингсрид АИФ (швед. Tingsryds AIF) професионални је шведски клуб хокеја на леду из градића Тингсрида. Тренутно се такмичи у HockeyAllsvenskan лиги, другом рангу професионалног клупског такмичења у Шведској. 
Утакмице на домаћем терену клуб игра на леду Нелсон гарден арене капацитета 3.400 места. Боје клуба су зелена и бела.
Клуб је основан 1923. године и један је од најстаријих хокејашких клубива у Шведској. Екипа никада у својој историји није играла у најјачој лиги Шведске.